# Haaringainen
Haaringainen är en sjö i kommunen Kuopio i landskapet Norra Savolax i Finland. Den är 9,5 meter djup. Arean är 42 hektar och strandlinjen är 6,37 kilometer lång. Sjön  ingår i Vuoksens huvudavrinningsområde.   Den ligger omkring 18 kilometer nordväst om Kuopio och omkring 340 kilometer norr om Helsingfors. 
I sjön finns öarna Suosaari och Kotaluoto. 